# Begravningar under europeisk bronsålder

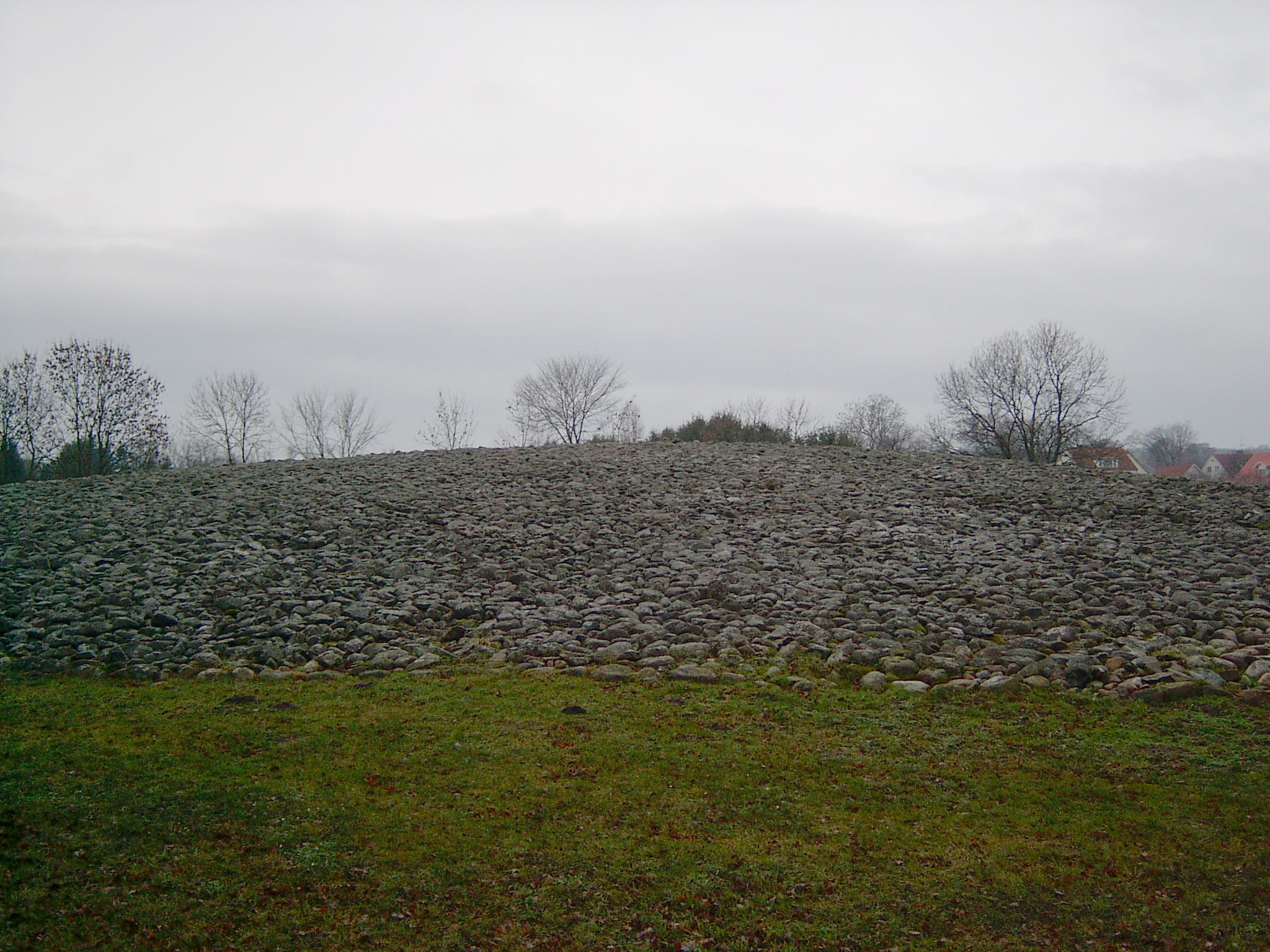
Kiviksgraven även kallad Bredarör är ett stort röse.

Begravningar under europeisk bronsålder hade klara traditioner i begravningsmaterialet. Dessa kan systematiseras i tre distinkta variationer: kremering då liket brändes, obränd begravning under flat mark (utan idag synliga spår ovan jord) och obränd i gravhög eller röse. Men det finns också många lokala variationer. Inom dessa tre övergripande begravningstraditioner finner man stora variationer i olika detaljer. Under tidig bronsålder och mellersta bronsåldern begravdes den döde vanligtvis obränd i en grävd grop utan markering, vad som benämns flatmarksbegravningar eller i en hög eller röse av olika dimensioner. Högbegravningar blev vanligare under mitten av bronsåldern, särskilt i västra och centrala Europa. Under yngre bronsålder var däremot det vanligaste begravningssättet att kremera den döde. Den döde brändes på bål och de brända benen begravdes i en grop (bengrop) eller i en urna (urnegrav). Flera gravar tillsammans bildade brandgravfält eller urnegravfält. 
På många platser i Europa är endast få gravar kända. Gravarnas har förstörts under årtusenden, genom att de plöjts sönder, skeletten har lösts upp om marken på platsen hade sur mark. Arkeologernas metoder kan ha stor betydelse då det ibland bara finns färgspår, enstaka tänder eller gravgåvor bevarade av graven. Aktivitetsnivån för arkeologin inom området, det vill säga hur mycket man har grävt påverkar också. Trots eftersökningar på många platser med de allra senaste metoderna har ändå inga bronsåldersgravar påträffats så det finns områden med få fynd.

## Flatmarksgravar av obrända
Denna förhistoriska gravtyp  kännetecknas av den saknar synliga markeringar ovan jord.
Detta var det vanligaste begravningssättet i Centraleuropa under tidig bronsålder, speciellt mellan floderna Rhen och Wisła, i Tyskland, Tjeckien, Slovakien, Österrike och i Polen.Det hänger samman med Úněticekulturen som gravlade på gravfält under flat mark dock med undantag av statusgravar (se nedan). I det här området finns ett stort antal, ofta multipla, obrända flatmarksgravar oftast arrangerade enligt vissa bestämda regler. Den döde lades vanligtvis på sidan med benen något böjda, ibland låg han/hon på ryggen. Kvinnor och män låg ofta i bipolär opposition till varandra, alltid med ansiktet riktat åt samma väderstreck. Orientering mot solen tycks ha varit viktig. I olika områden kom gravarna ofta att uppföras på ett för trakten traditionellt sätt. Den döde placerades i en rektangulär eller en oval grop, åtskilliga i en kista av ek. I vissa gravar finns rester av stolphål, något som kan tolkas som att gravarna ursprungligen hade en överbyggnad. Spår av sådana överbyggnader, eller dödshus, kan hittas runt om Europa ända från stridsyxekulturen.
Nästan undantagslöst uppvisar gravgåvor stora skillnader mellan män och kvinnor. Vapen är som väntat betydligt vanligare i mansgravar medan spännen är vanligare i kvinnogravar. Úněticekulturens gravgåvor var emellertid  inte lika könsspecifika. Keramik är vanligare i mansgravar, och förekommer nästan aldrig i barngravar. Fynd av bronsföremål görs däremot oftare i kvinnogravar och i barngravar än i mansgravar. Män gravlades med några få bronsföremål, mest vapen och ornament, medan kvinnor och barn kunde begravas med ett stort antal ornament. Detta skulle kunna tolkas som en tradition där rikedom skulle visas upp av kvinnor och barn, och där keramik skulle ge en indikation av hur många som sörjde den döde, ett sätt att visa den dödes sociala status.
Centraleuropa hade traditionen med flatmarksgravar, men det finns undantag i form av praktgravar. De mest kända undantagen är de stora högarna i Leubingen och Helmsdorf, Tyskland och i Lęki Male i västra Polen. Dessa högar  som på tyska kallas Furstengräber var mycket stora och innehöll rika gravgåvor. De var utrustade med välutvecklade timmerkonstruktioner, som har kunnat dateras med dendorkronologi. Andra gravar under perioden kan ha haft liknade konstruktion, som inte har bevarats lika väl till eftervärlden. 

## Begravning i hög
Att begrava en avliden i en hög var en tradition som förekom i många delar av Europa. Detta skulle kunna benämnas som standardsättet vid begravningar under den tidigare delen av bronsåldern i östra, norra och nordvästra Europa, medan det var mer sparsamt förekommande i andra delar av Europa. Så förhöll det sig exempelvis under tidig bronsålder i Centraleuropa och under mellersta bronsåldern utanför höggravskulturen. I Urnefältskulturen uppträder högbegravningar sparsamt. Där gravhögar existerar är dessa oftast väl synliga landmärken. 

### Nordvästra Europa

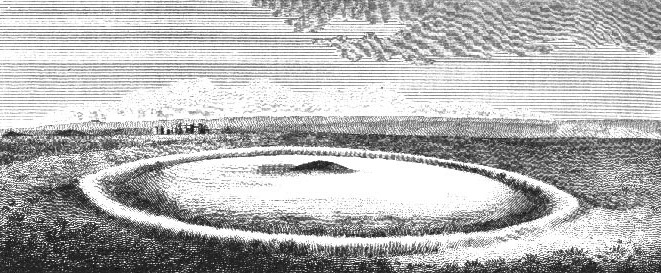
Disc barrow

I Storbritannien delas höggravar in i två typer; de som är relativt stora och omgivna av ett dike, och de som är mycket små och som omges av ett dike på lite avstånd från högen "disc barrows". De stora gravarna brukar i sin tur delas in i gravar med ett lite större avstånd ("berm") mellan gravhög och dike ("bell") och de som är utan dike ("bowl"). Mängden gravar tas gärna som en indikation för den dåtida befolkningstätheten med undantag för särskilda ceremoniella platser som Stonehenge och Avebury dit avlidna kunde forslas från ett större omland. Storbritannien, Nederländerna och Belgien har de högsta koncentrationerna av höggravar i Europa.
Förutom mängden gravar inom ett område är deras placering, linjärt eller koncentriskt, deras planering samt deras påverkan på landskapet, så som exempelvis i Stonehenge, en viktig indikator på kontinuitet över århundradena. En slående detalj beträffande gravskicken var seden att placera graven inom en kantkedja eller markering. Ibland var markeringen ganska enkel, ibland var den väl utformad. Variationsrikedomen är tämligen stor. I Storbritannien och i Nederländerna är poster eller ringformationer kring gravarna vanligast.
Cirkelformen har ansetts som viktig i dåtidens symbolik. Det är samma tanke som ligger bakom de så kallade henge-monumenten, exempelvis i Stonehenge och i de så kallade stencirklarna. Huruvida ringmarkeringen var en del av själva uppförandet av gravhögen eller om den utgjorde en del av de ritualer som föregick uppförandet kan man bara gissa sig till. I Nederländerna tycks ringmarkeringen ha varit en del av själva gravhögen medan den i Storbritannien tycks ha varit en tillfällig konstruktion. De semipermanenta ringmarkeringarna skulle kunna ha uppförts som en markering av ritualområdet innan själva den permanenta gravhögen uppfördes eller vara en del av en särskild gravbyggnad som uppfördes vid tiden för begravningen.
Helt klart är, att uppförandet av själva gravhögen var det sista steget i begravningsritualen. Att sedan ytterligare efterbegravningar skedde i gravhögen är av underordnad betydelse i detta sammanhang. Ett flertal aktiviteter som föregick gravritualen innan gravhögen uppfördes är tänkbara. I Bretagne delas gravarna upp i två typer beroende på fyndföremålen: gravar med pilspetsar och gravar med krukor. Den senare typen med krukor antas vara en begravningstradition från senare delen av mellersta bronsåldern. I några gravar som innehåller stenkistor har både pilspetsar och krukor påträffats, något som kan ha betydelse, eftersom sådana gravar är vanliga i Storbritannien. Bretagne har en anknytning till det närbelägna England.
I Frankrike är högbegravningar från tidig bronsålder sällsynta med undantag för några regioner; förutom i Bretagne förekommer sådana endast i Normandie och Alsace. I Nederländerna finns det flest höggravar  i norra och södra delen av landet. Bevarandet av höggravar har starkt påverkats av odlingen i landskapet.  Många gravhögar har överplöjts och försvunnit. Det är dock rimligt att tänka sig att de var lika vanliga i Nederländerna som i England och Danmark.

### Norra Europa

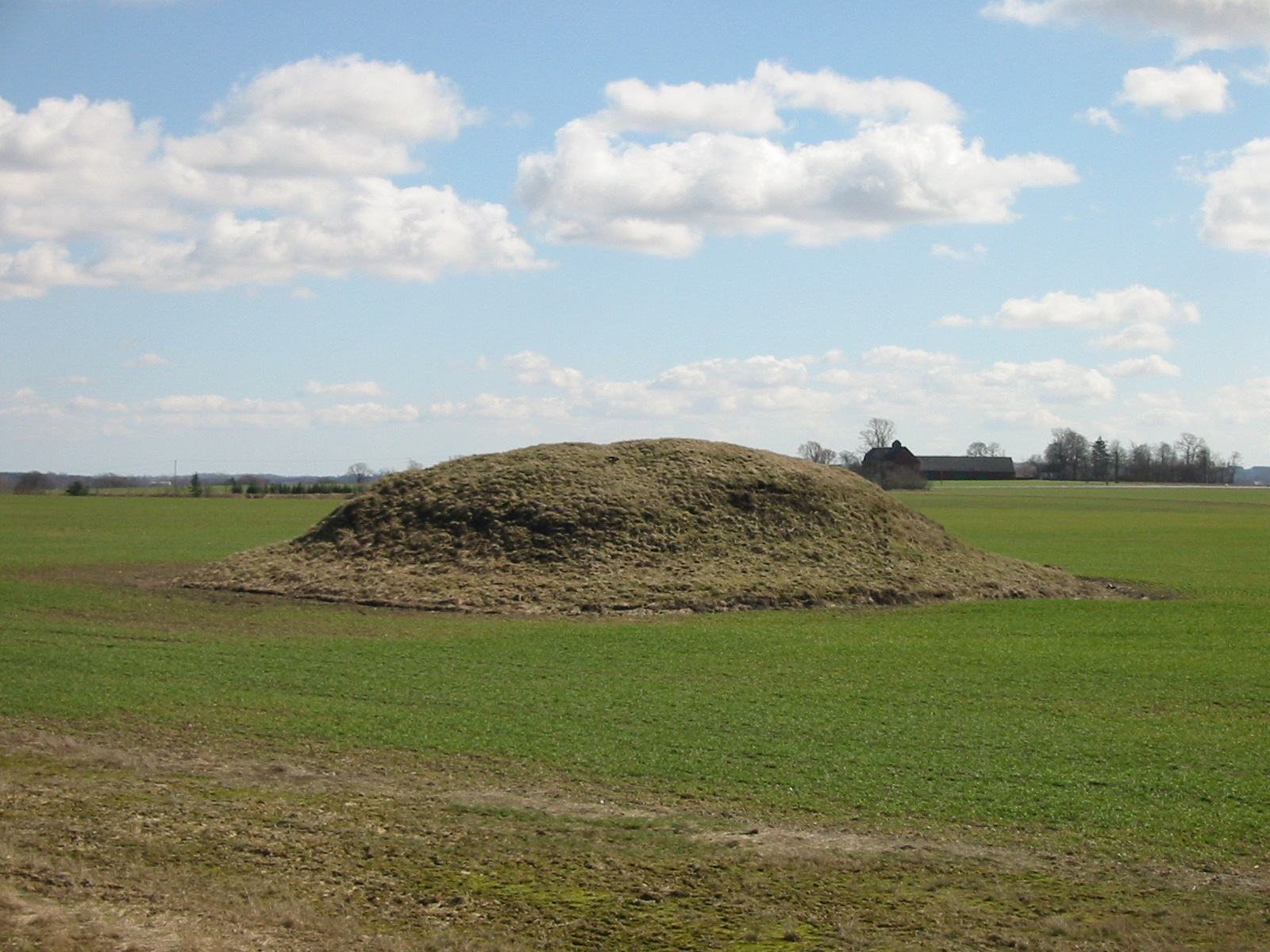
Gravhög från bronsåldern i Gårdstånga, Skåne.

Eftersom bronsåldern började senare i detta område var gravhögar dominerande från början av bronsåldern. Gravhögar och gravrösen är synnerligen vanliga i norra Europa. På Jylland och i närliggande områden i Tyskland är landskapet översållat av gravhögar. Minst 40 000 gravar finns registrerade. Även om många gravar skulle vara från vikingatid är det stora flertalet säkert från bronsåldern. Åtskilliga områden i Sverige är välkända för sina många gravhögar och gravrösen. I Skåne och på västkusten kan man hitta dem väl synliga på öar och uddar i kustnära lägen. Bjärehalvön är den del av Skåne som har flest registrerade gravhögar. Det finns drygt 700 registrerade gravhögar på Bjäre varav bortåt 100 har en diameter på 20 meter eller mer. Den pampigaste kallas Dagshög och är Skånes största. Därtill finns omkring 40 gravrösen på Bjärehalvön.
Mycket arbetskrävande byggen som höggravar avsåg också att utgöra ett iögonenfallande landmärke, väl synligt för alla förbifarande, med budskapet att här har mäktiga män levat. Gravhögarna har oftast placerats i markerade krönlägen, ibland utmed äldre vägar eller fullt synliga för sjöfarande. 
Gravhögar innehåller vanligtvis en primärgrav, oftast i mitten. Själva graven kan vara en hällkista, en grop där en kista av urholkad ekstam har placerats., ofta täcks eller omges graven av en stensättning eller mittröse. Vetenskapen har svårt att veta hur vanligt det var i Skandinavien att människor på bronsåldern begravdes i högar. Det är svårt att veta hur många högar som ursprungligen fanns. Det är svårt att veta hur stor den lokala befolkningen var. Även om gravhögarna är vanliga, och de gravlagda i högarna är många fler än högarna, menar många arkeologer likafullt att de gravlagda inte representerar hela befolkningen under perioden. Gravsättning i högar och rösen var troligtvis inte förunnade större delen av befolkningen. Möjligen är det bara eliten i samhället som syns i det arkeologiska källmaterialet. Att andra delar av befolkningen än eliten har begravts på andra sätt visar studien Bronsålderns fotfolket. Där visas att flatmarksgravar användes ofta och att man också efterbegravde i hällkistor under bronsåldern. 
Storleken på monumenten och gravkonstruktionerna avspeglar troligen den dödes sociala rang. Gravhögar av grästorv krävde att man disponerade stora arealer av mark, troligen gräsbevuxen betesmark för att bygga en hög, vilket också var en stor arbetsinsats. Stora rösen kräver också stora arbetsinsatser då stenmängderna blir stora. Några gravhögar är mycket stora över 30 meter i diameter. De kan vara dekorerade med stenar med ristningar, det var ytterligare statusmarkeringar. Särskilt Kiviksgraven bör nämnas. Graven är exceptionell med sina 75 meter i diameter och antas representera extraordinär status hos den eller de som är begravda i den. En rikt dekorerad grav förstärker intrycket av makt och rikedom.
I områden med mindre tillgång på betesmark och grästorv byggdes istället rösen av sten. Detta begravningsätt dominerar i Sverige från Blekinge och sedan utmed kusten upp i Norrland, men även Smålands inland har många rösegravar. 
Teorier finns om att orienteringen av gravarna i högarna under period II (1500-1300 f.Kr.) och III (1300-1100 f.Kr.) i öst-västlig riktning var relaterad till soluppgång eller solnedgång.

### Kontinentaleuropa
Under mellersta bronsåldern var begravningar i högar det vanligaste i kontinentala Europa. Mellersta bronsåldern i kontinentala Europa motsvarar kronologikt tidig bronsålder i Norden.  Särskilt vanligt var det naturligtvis i de områden som brukar betecknas som höggravskulturer, det vill säga Tyskland med intilliggande områden såsom Alsace mot Frankrike, Böhmen i Tjeckien, delar av Österrike och även i delar av mellersta Donaubäckenet. Gravhögar förekommer också ganska ofta i Lausitzkulturen i Polen, norra Tjeckien och de östligaste delarna av Tyskland. Traditionen med begravning i hög överlappar i Europa, och möjligen kan ha rötter i, med Kurgankulturen i öst. Marija Gimbutas formulerade teorin om en Kurgankultur, som skulle kunna identifieras som indoeuropeisk. och spritts över Europa. I motsats till detta hade andra områden av Europa andra begravningsriter. Dessa avvikande områden omfattar Västeuropa med Frankrike, Storbritannien, Irland, men också Italien och delar av sydöstra Europa.   
Under lång tid var det tradition med högbegravningar under kopparåldern/kalcolitikum (mellan 2700 och 1700 f.Kr.) i östra Europa. Sådana gravar innehåller dekorationer med ockra och innehåller ibland snörkeramik. Denna sed upphör med bronsålderns inträde. Under den tidiga bronsåldern i detta område förekommer gravarna oftast i gravfält om tjugo gravar eller fler. De fåtal gravar som har undersökts har varit relativt fyndtomma och har därför varit svårdaterade. Högbegravningar var inte ovanliga under den tidiga bronsåldern men det är svårt att entydigt knyta dem till högstatusindivider. Högbegravningar kom först under mellanbronsåldern i området att bli mycket vanliga och helt dominera gravskicket. Orsaken till denna utveckling är fortsatt okänd. 

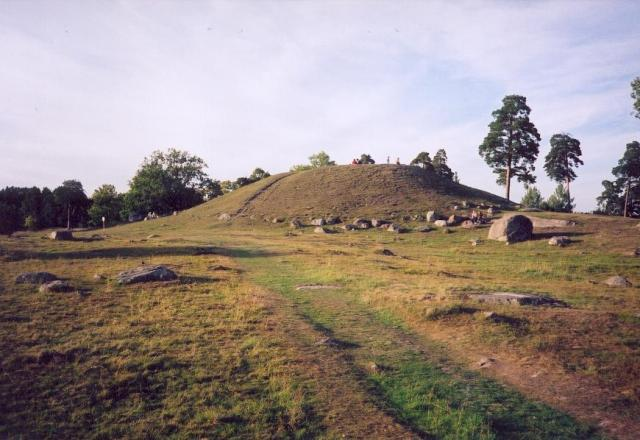
Hågahögen

Även om döda under den så kallade urnefältskulturen normalt begravdes i flatmarksgravar, uppfördes gravhögar även då, inte bara stora högar i utvalda områden utan även små högar runt om i Europa. Kremering var standardprocedur både i flatmarksgravar och i högbegravningar, och gravsättning i hög var något som utnyttjades både bland rik och fattig, bland hög som låg. Det finns ett litet antal mycket speciella gravhögar. 
Bland de mest kända är de synnerligen rika gravarna i Tyskland och Skandinavien, till exempel ”Kungsgraven” i Seddin. och höggraven  Lusehøj på Fyn. Dessa två gravar är exempel på gravar över högstatuspersoner. De gravlagda  var inflytelserika och levde under en period av bronsåldern, då kulturen var högt utvecklad. Även från den inledande delen av sen bronsålder hittas rika gravar, speciellt i västra Slovakien. Till dessa måste även räknas de mindre kända gravarna i nordvästra Ungern. De senare kan dateras till tidig urnefältskultur och innehåller föremål som omisskännligt är delar av en högstatuskrigares utrustning. Högar uppfördes i olika delar av Europa under sen bronsålder men de var inte vanliga. 

### Balkan
De första fynden av högbegravningar är från kopparstenåldern.  Belysande exempel är Târnava i Bulgarien och några stora gravar på Dalmatiens kust innehållande exotiska guld- och silverföremål såsom gravarna i Mala Gruda  och i Velika Gruda. Under tidig bronsålder är gravhögar sällsynta i detta område. Ett litet antal finns i västra Serbien och i östra Bosnien, exempelvis i Belotic, i Titovo Uzice och i Bela Crkva. Det finns även gravhögar på högplatån i södra Kroatien och i Bosnien, men eftersom gravfynden i dem är så få, är det svårt att tidsbestämma dem. Troligtvis uppfördes de under tidig bronsålder.
Under sen bronsålder uppfördes många högar på platån vid Glasinac bergen nära Sarajevo. Högar byggdes sedan fortsatt långt in i järnåldern. Vučedolkulturen i området är en av de viktigaste eneolitiska kulturerna i sydöstra Europa. Ursprungligen daterad till åren 2150 till 1800 f.Kr av Stojan Dimitrijević. C-14 dateringar har ändrtat detta till 3000-2400 f Kr. Denna kultur föregicks av Kostolakulturen, också den är en  eneolitiska kultur. Vučedolkulturen expanderade till det omgivande europeiska området, östra Kroatien, södra Slovakien, Ungern, Vojvodina, Niederösterreich och nästan hela Bosnien och Hercegovina. Flera eneolitiska boplatser har upptäckts i Hercegovina. Flera har varit belägna i grottor och försörjningen har varit baserad på jordbruk. Arkeologiska fynd från dessa platser har kopplats till närbesläktade Ljubljanakulturen vid Adriatiska kusten. 
I Kupreško polje i södra Bosnien har gravfynden varit viktiga. Trä har bevarats mycket väl, med rester av kistor som är ovanligt. En manlig individ låg insvept i vävt ylletyg. Det har visat sig att textilfyndet var mycket viktigt och det gav informationen att vävtekniken i Centraleuropa och Skandinavien var olika.
I Albanien, i synnerhet dess östra del, finns flera höggravar. Flertalet av dessa är från järnåldern, men seden att lägga de döda i hög hade sin början under sen bronsålder, i några fall redan under mellanbronsålder. Gravgåvorna har stor likhet med dem som hittats i flatmarksgravar vid den dalmatiska kusten. Därför brukar man anse att dessa tillhör den illyriska kulturen. Även om gravar från sen bronsålder inte är särskilt många i området, är det likafullt anmärkningsvärt att åtskilligt grekiskt material har hittats i de albanska gravarna. Detta är ett tecken på statusrelaterad ackumulation.

## Kistbegravningar

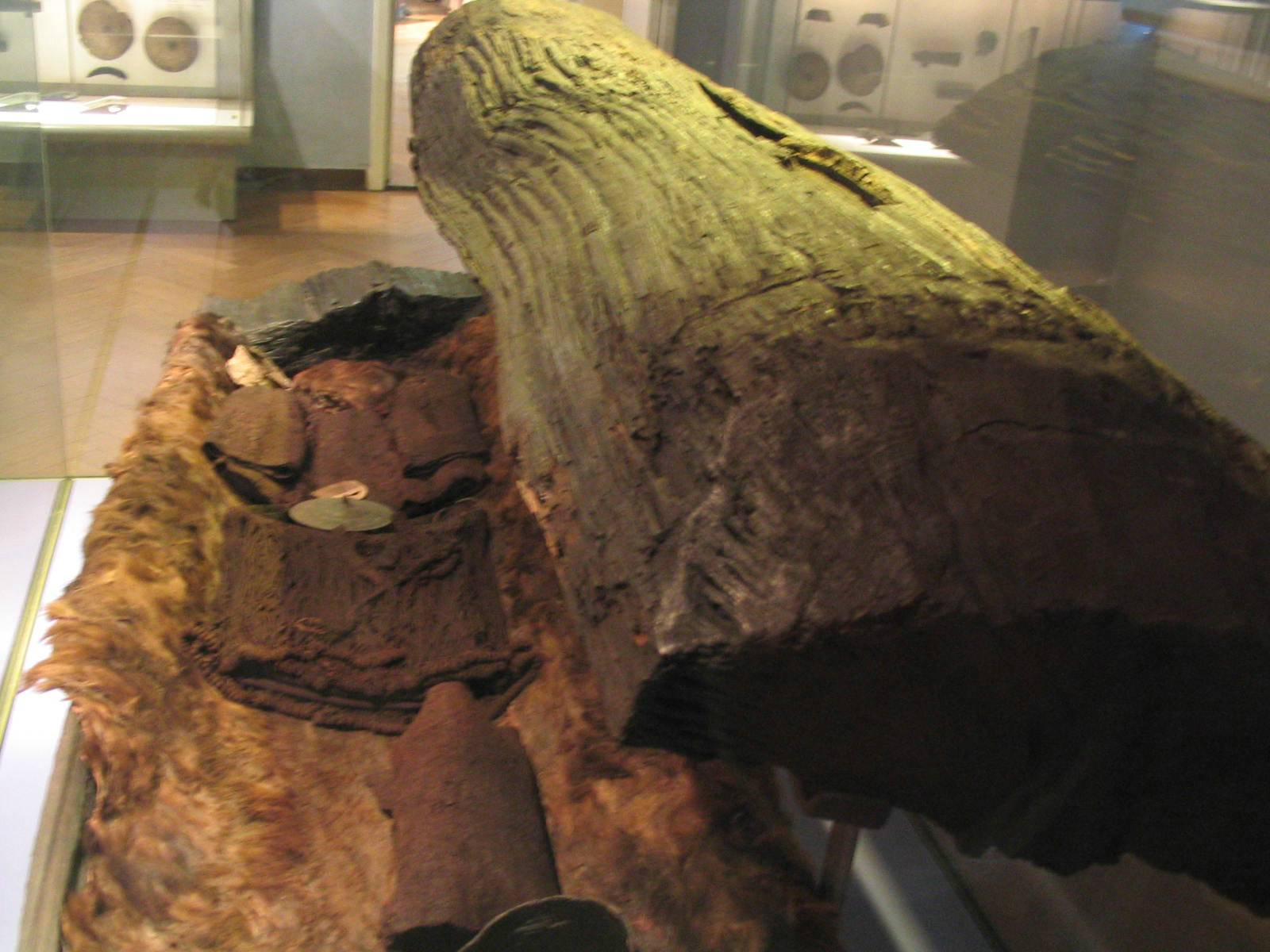
Rekonstruktion av Egtvedflickans kistgrav på museum.

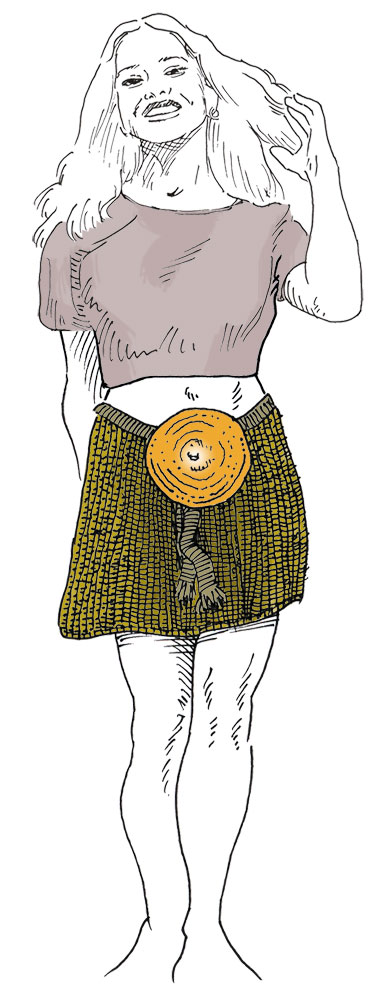
Rekonstruktion av Egtvedflickans klädesdräkt.

Kistbegravningar användes under bronsåldern. Dock är forskningen här ganska osystematisk och sporadisk. Kistor som upphittats i gravar utgörs ofta helt enkelt en urholkad trädstam. Men det är inte den enda typen av träkistor. I de nordiska områdena är andra typer av oftast svårdefinierade träkonstruktioner minst lika vanliga, några har till och med kunnat identifieras som plankbyggda. Gravar med kistor är den vanligaste typen i norra Europa. Men bevarandeförhållandena är olika i olika delar av Europa och man missade förmodligen många kistbegravningar vid tidigare utgrävningar. En tredjedel av de nordiska gravfynden är av ekkisttypen under den tidiga bronsåldern. Dock var koncentrationen av kistbegravningar ganska varierad. I Tyskland finner man också många kistbegravningar. I Saxen, i urnefältsområdet kring Kassel i östra Tyskland och nära Frankfurt och i Nederländerna finns sådana gravar  Även i Centraleuropa finner man gravar från Únéticekulturen med kistor. En kuriositet är att det inomkulturen finns ett fåtal gravar med flera döda i samma grav. Anmärkningsvärt är även att några av de döda saknar några kroppsdelar. I gravar i Storbritannien  har man inte funnit många spår av trä. Detta beror både på äldre utgrävningsteknik, då nyare utgrävningar visar på att det troligtvis fanns gott om träkistor, samt också en annan gravtradition med gropar eller hällkistor. Två typer av traditionella gravar kan urskiljas i Europa där olika kistor av trä användes:
1. I norra och nordvästra Europa.  Där begravning i urholkad trädstam eller annan typ av kistekonstruktion av trä var mycket vanlig om inte den vanligaste typen.
2. i Centraleuropa förekom kistor I gravarna under flat mark. Här tycks en träkista inte vara direkt associerad med rikedom, ålder eller kön. I England kan endast ett fåtal träkistebegravningar associeras med den dödes status.

## Båtbegravning

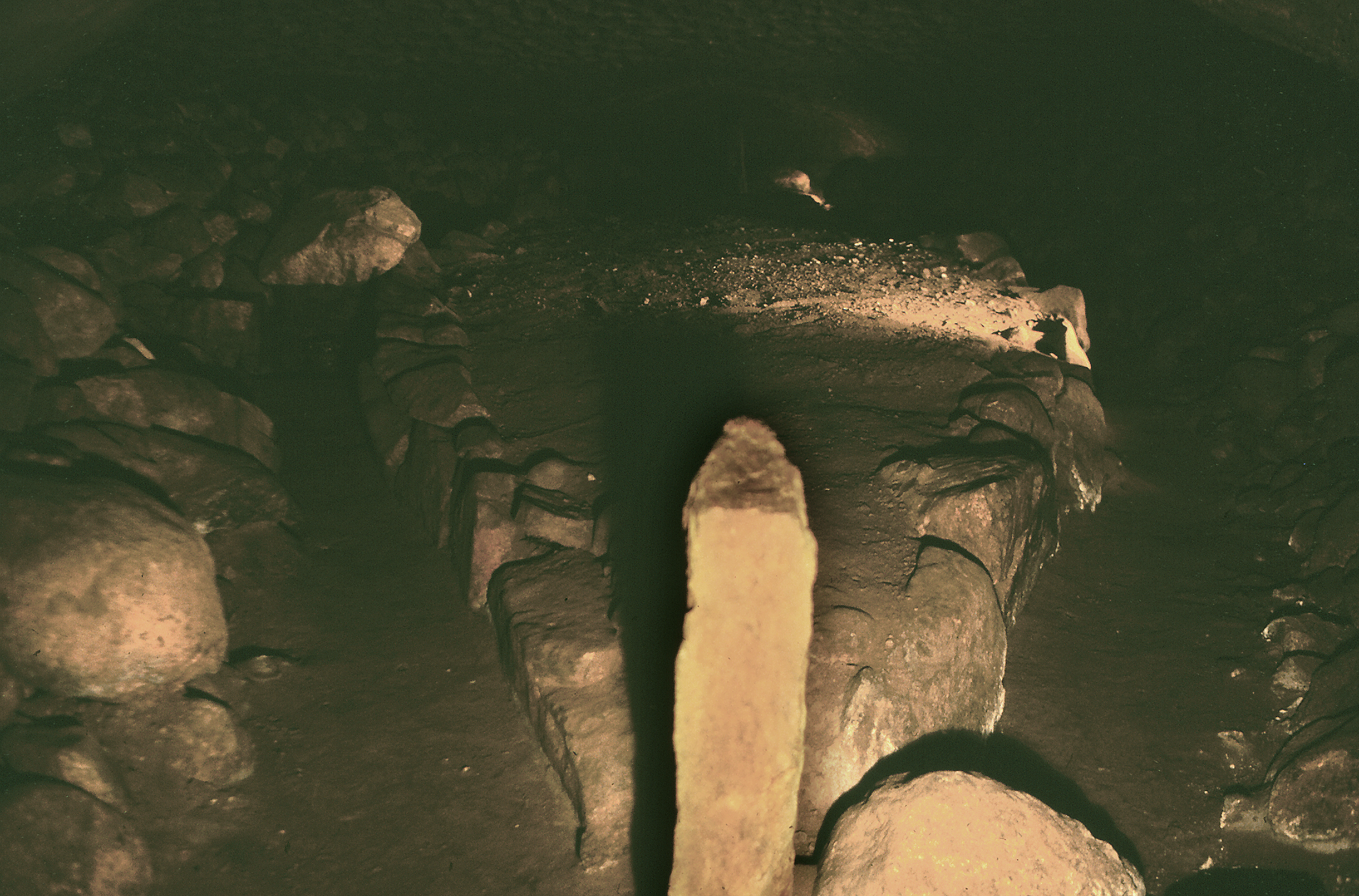
Gravskeppet inne i gravhögen från Lugnaro, södra Halland.

En kista bestående av en urholkad trädstam äger stor likhet med en båt. Båtar i samband med begravningar var ett vanligt motiv under den antika civilisationen. Några begravningar med båtar av urholkade stammar har hittats. Sådana gravar ligger egendomligt nog långt från vatten. Man kan ha använt kanoterna för att de råkade finnas till hands och var lämpliga till kistor på grund av sin form. Men  arbetsinsats som transporten av båten till begravningsplatsen krävde talar mot detta. Troligen låg en djupare symbolisk mening bakom båt begravningar.
En av Urnefältskulturens vanligaste gravsymbol är båten, vanligen dragen av fåglar. Denna bild har slående likheter med inslag i den långt senare Arturlegenden även om någon begravningsbåt aldrig har hittats. I Skandinavien och i norra Tyskland är stensättningar i båtform vanlig. Att dessa utgör någon sorts länk till begravningar torde vara oomtvistat. Även om många stensättningar är från järnåldern, är många tillkomna under bronsåldern. Vilka det var som blev begravda i just båtar kan man bara spekulera om. Men denna sedvänjas långa kontinuitet från bronsåldern till järnåldern det vill säga nära 2000 år, och att den med stor sannolikhet är kopplad till hällristningarnas symbolvärld vilket gör att detta kan sträckas längre bak i tiden, gör den till en viktig symbol för nordisk fornhistorias föreställningsvärd. Det finns medeltida texter i vilka den nordiska traditionen att bränna en avliden människa tillsammans med, eller i, en båt nämns. Detta nämns exempelvis i Beowulf där ett brinnande skepp med den avlidna sänds ut på havet och i den arabiske resenären Ahmad ibn al-'Abbās ibn Rashīd ibn Hammad ibn Fadlans redogörelse för en resa med rusiska vikingar på floderna genom Ryssland upp till Norden.

## Kremering och obrända lik

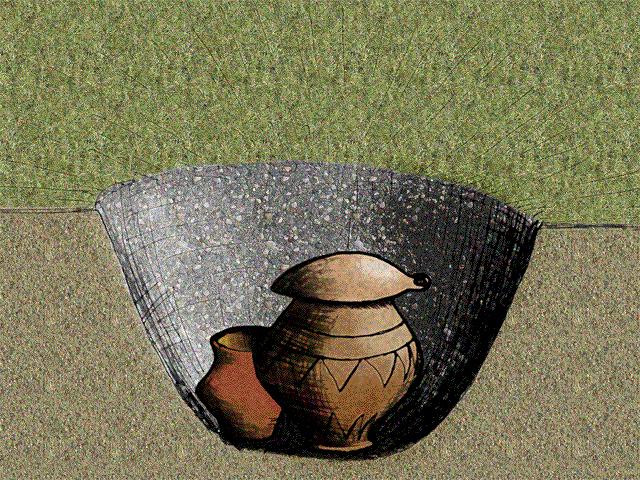
Rekonstruktion av en urnegrav.

Även om kremeringar vanligen associeras med Urnefältskulturen förekom proceduren långt tidigare. I Ungern var kremering det helt förhärskande begravningssättet i Nagrév och Kistpotaggrupperna under tidig bronsålder. Under mellanbronsåldern var det huvudtraditionen i Vatyagruppen. I Storbritannien var kremering vanlig under tidig bronsålder.  I den norra delen av landet var detta det helt dominerande. Under mellersta bronsåldern var kremering den allra vanligaste begravningsriten i Europa.
Varje tidsperiod hade sina begravningsritualer som praktiserades över stora områden. Det kan tolkas som en utslag av en stabil föreställningsvärld. Det finns emellertid åtskilliga exempel på att både kremering och jordbegravning förekom samtidigt. Som exempel kan nämnas höggravskulturens gravar i Dolný Peter där förekom båda begravningssätten samtidigt. Fyndföremålen i dessa gravar uppvisar inte någon större skillnad i de olika gravtyperna. Runt om i Europa kan ges exempel på liknande mönster.
Med få undantag var kremering dominerande under sen bronsålder. Urnenfältkulturen är ett belysande exempel. Samma mönster förekommer i hela Europa, och man har troligen fått ett nytt sätt att se på döden. Vissa menar att urnefältskulturen introducerades av  nya människor som hade invandrat med nya tänkesätt men det är tveksamt.  
Konservatismen i traditioner visas av att gravformen som tidigare användes för de obrända döda nu användes till att begrava de kremerade döda. I Danmark användes kistbegravning även när den döde kremerades. En annan kombination av olika sätt är  Úneticegraven i Jessnitz, kroppen brändes efter att ha lagts i en träkista.  Trossystemet hade förändrats, men den traditionella formen på begravningstraditionen hade ännu ett starkt symbolvärde trots en ny behandlingen av de avlidna. Urnefältskulturens gravar inom samma område är förhållandevis lika och varierar mindre än man kunde förvänta sig över tiden. Att kunna utläsa någon skillnad i social stratifiering i gravmaterialet låter sig svårligen göra. Naturligtvis finns det undantag även beträffande detta. 

## Gravbål
Brandgravar innebar att den döde brändes på ett bål. Naturligt nog har inga  gravbål bevarats, utan endast bålplatser där bränningen har skett, i form av svartnad mark och bevarad bålmörja skyddad under årtusenden genom gravens täcklager. Resterna av gravbålet kan ge värdefulla upplysningar av begravningsriten. Vissa har föreslagit att de så vanligt förekommande skörbrända (skärvstenshögar) stenarna i Skandinavien är resterna efter gravbålen. Spår av gravbåls har hittats på flera ställen i Europa. I Skandinavien började bålresterna ingå i det som begravdes, kol och sotig jord bandandes med de kremerade benen. men bruket av urnegravar där benen plockades ut för att begravas för sig fortsatte. Traditionerna var varierande lokalt.

## Begravningar i den egeiska kulturen
Begravningarna i den egeiska kulturen skiljer sig väsentligt från resten av Europa då den framförallt anknöt till Mellanösterns kultursfär. Vidare är gravmaterialet ofta mycket fragmenterat vilket gör det svårt att göra solida analyser. 
Gravmaterialet är mindre än förväntat, vilket kan betyda att de gravar som hittas är ett resultat av social stratifiering, bara den övre klassens gravar är kända. Under bronsålder tillämpades nästan uteslutande begravningar av obrända kroppar. Brandgravar tillhör ovanligheterna. Gravskicket varierar men i  gravarna lades de döda lades i ofta hockerställning >med gravgåvor. Den grekiska järnålder börjar före 1000 f Kr vilket betyder att vår nordiska yngre bronsålder är samtida med grekisk järnålder och i Grekland var kremationer vanliga under järnåldern. Den egeiska kulturen på Kreta ersattes av den doriska befolkningen. Den egeiska kulturen överlevde inte fram till dess att kremationer blev vanliga.
Man har funnit vissa antydningar till att några neolitiska begravningstraditioner fortsatte in i bronsålder. Grott- och klippbegravningstraditionen på Kreta användes fortsatt in i bronsåldern. Vid början av bronsåldern ökar antalet gravar på Kreta och Kykladerna medan det grekiska fastlandet inte uppvisar samma mönster. Många av Kretas gravar kan  beskrivas som kommunala. De användes under många generationer. Andra områden av det egeiska kulturområdet har inte samma koncentration av gravar. Kreta hade under perioden en dominerande ställning i området.

## Andra sätt att begravas

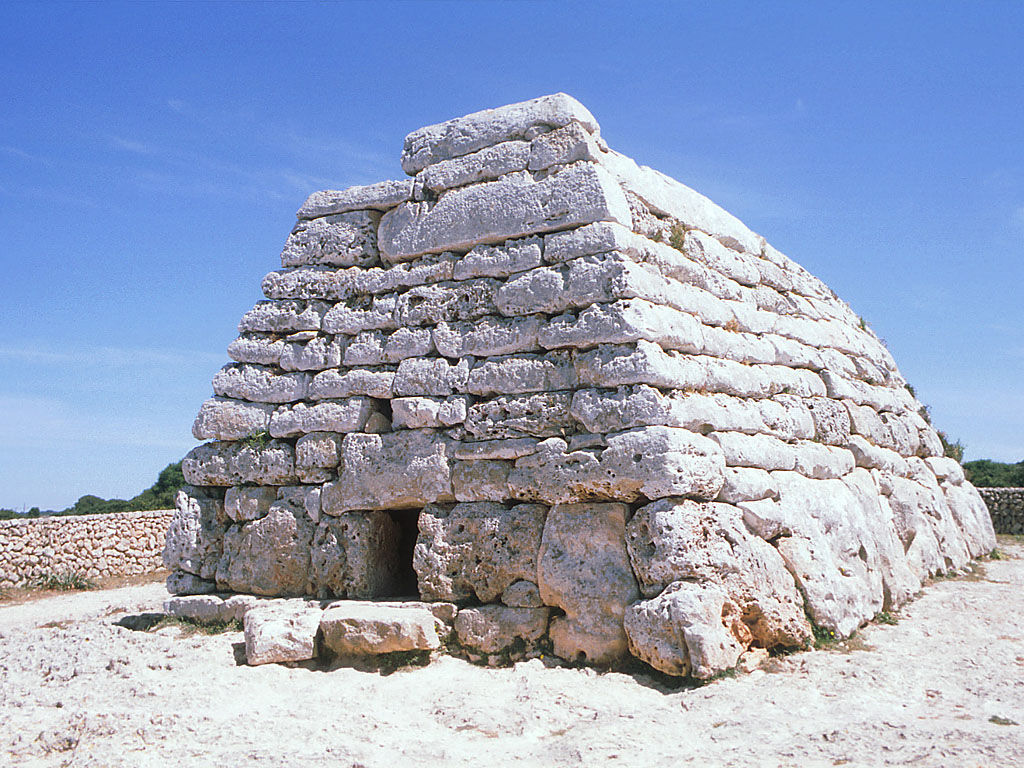
Fasad och sidomur av Naveta d'Es Tudons

Speciellt i Medelhavsområdet förekom andra sätt att begrava sina döda på än de som nämns ovan. På Sicilien främst i Castelluccio, Thapsos, Pantalica finns gravar som är uthuggna direkt ur klippan, klippgravar.

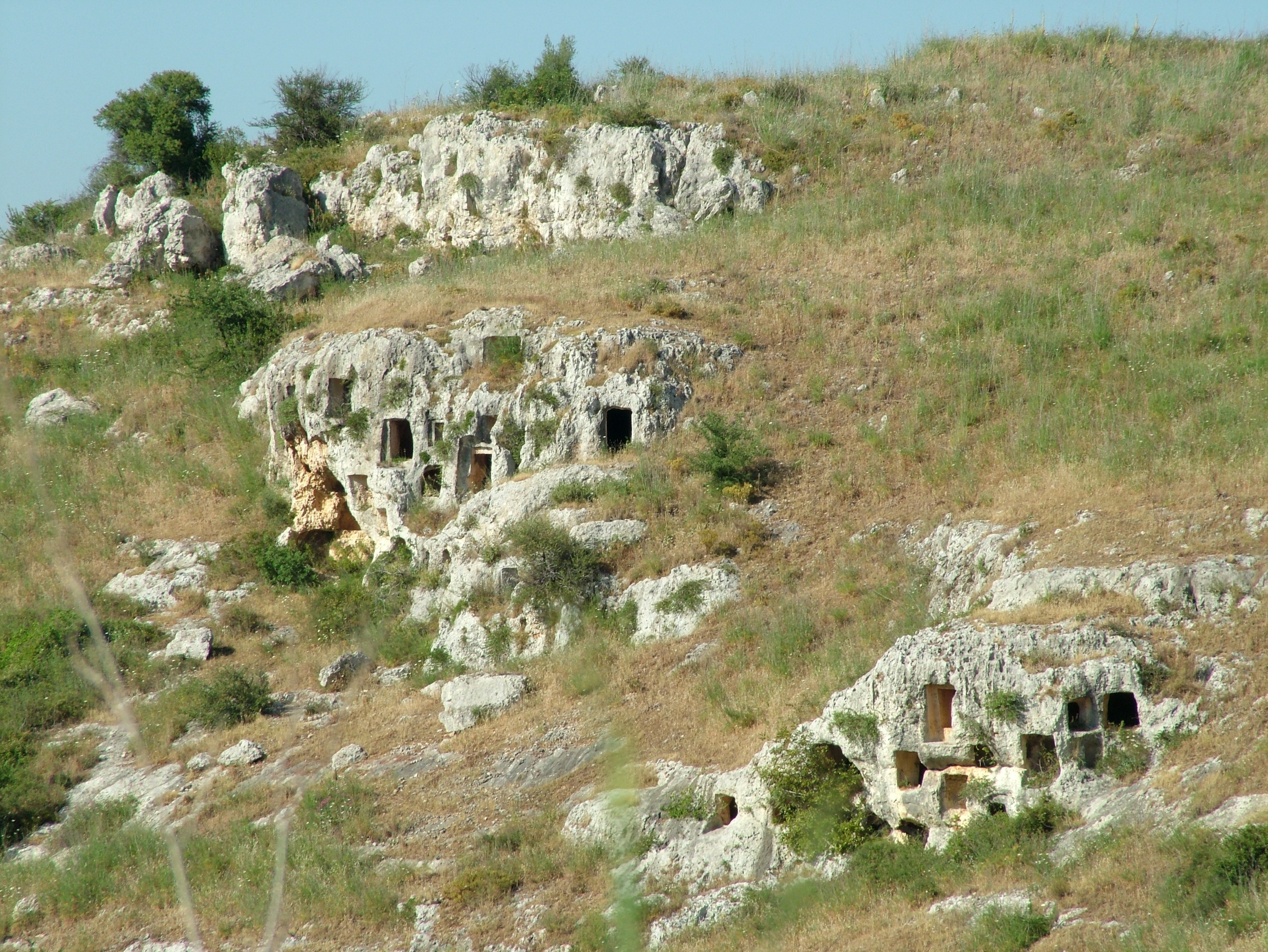
Klippgravar vid Pantalica, Sicilien

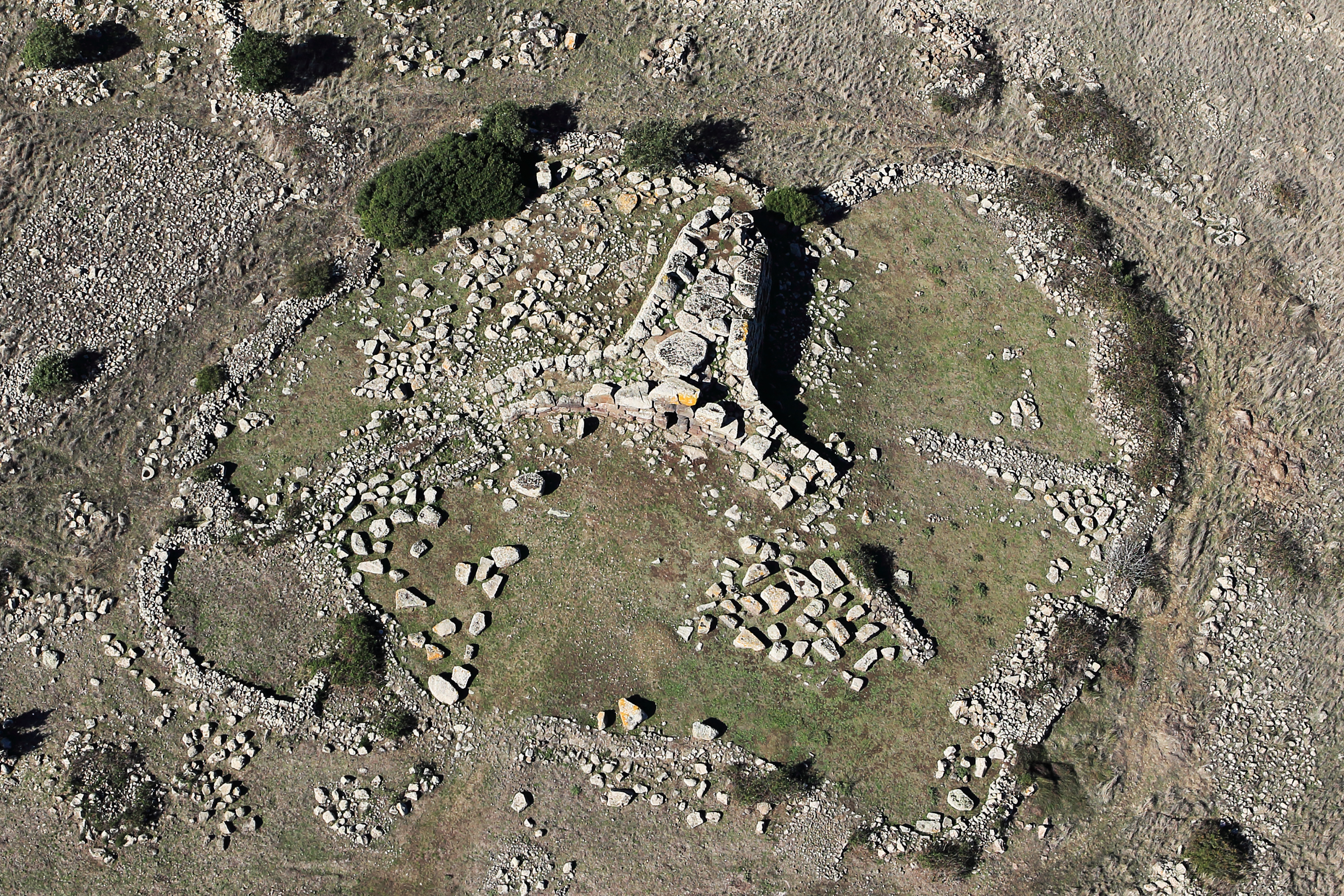
Flygbild av Giant's grave of Sa Domu 'e S'Orcu in Siddi, Sardinia

Andra gravar värda att nämnas är Tomba dei giganti (jättens grav) på Sardinien från tidig bronsålder Tomba dei giganti är ett namn som har getts på gravarna av den lokala befolkningen. Gravtypen är en sorts megalitiska gravar påSardinien som byggdes under bronsåldern av den Nuragiska civilisationen. Det var kollektivgravar och hittas över Sardinien. Hittalls är 800 kända. Navetas på Balearerna från andra årtusendet. Båda dessa är stora stengravar som påminner om megalitgravar, och de är dessutom kollektiva gravar men snarast av typen benhus.. Noterbart är att köttet hade avlägsnats från den dödes ben innan de placerades där. En begravning i någon av dessa gravar torde har förenats med vissa krav på status både hos den döde och hos dem som uppfört de stora stengravarna.
En begravningssed från bronsåldern är att den döde begravdes med de verktyg han möjligen använt sig av i livet, Det är naturligt att den döda fick med sig dettasom gravgåvor. Bronsålderns krigare har fått medsig sina vapen i gravarna. 
Ytterligare en begravningssed var att placera sina döda i naturliga grottor. Detta var speciellt vanligt i Belgien och i Frankrike där grottor är förhållandevis vanliga. Här bör nämnas Grotte des Duffaits i Charente och Trou de l’Ambre. Dessa torde sannolikt ha tillhört den kultverksamhet som förekom i grottor under bronsåldern.

## Översikt
| Begravningar i högar | Obrända i flatmarksgravar                              | Kremeringar                                                                                          |
| --- | ------------------------------------------------------ | --- |
| Tidig bronsålder |                                                        | |
| Södra Ryssland Södra Skandinavien Norra Tyskland Nederländerna Brittiska öarna Bretagne Östra Ungern Västra Serbien Albanien | Centraleuropa Italien Centrala Ryssland Norra Ryssland | Ungern                                                                                               |
| Mellanbronsåldern |                                                        | |
| Centraleuropa Norra Europa Pontic Zone Delar av Balkan                                                                       |                                                        | |
| Sen bronsålder |                                                        | |
| Centraleuropa (några få) Delar av Balkan Stäppzonen                                                                          | Centraleuropa (några få)                               | Europa (dominerar) Italien Norra Europa Frankrike och Spanien Större delen av Balkan Brittiska öarna |

Tabellen återspeglar gravarna ur ett brett paneuropeiskt perspektiv. Inte heller gravarna i sitt sociala sammanhang tas upp. Man kan också dela in olika områden i finare grader. I den tidiga bronsåldern går det att dela in gravarna i: högbegravningar, hällkistor, obränd och icke könsseparerad, obränd och könsseparerad, grottbegravningar, begravningar i urnor, gravar uthuggna ur klippor, megaliter och kremeringar. Ett annat typ av problem är att man på många platser i Europa hittar få gravar. Gravarnas nedbrytning under årtusenden och arkeologernas kunskapsnivå påverkar. Därför påverkas naturligtvis urvalet också av detta.